# Gleichgewicht des Schreckens

Wesentliche Elemente der MAD-Doktrin: Karte von Radar-Frühwarn- und Luftabwehrstationen in Alaska

Gleichgewicht des Schreckens (auch MAD-Doktrin oder einfach MAD, von engl. mutual assured destruction, „gegenseitige gesicherte Zerstörung“, wobei MAD übersetzt zugleich „verrückt“ oder „wahnsinnig“ bedeutet; im Deutschen auch Atompatt) ist ein im Kalten Krieg zwischen den USA und der Sowjetunion geprägter Begriff und bezeichnet eine Situation, in der eine Nuklearmacht vom Ersteinsatz von Nuklearwaffen dadurch abgehalten wird, dass der Angegriffene selbst nach einem nuklearen Erstschlag noch vernichtend zurückschlagen könnte. Spieltheoretisch wird das Gleichgewicht des Schreckens auch als Nash-Gleichgewicht aufgefasst, bei dem, wenn einmal bewaffnet, keine Seite einen Anreiz hat, den Konflikt zu lösen oder sich zu entwaffnen. Mit dem Gleichgewicht des Schreckens ist kein statisches Gleichgewicht gemeint, in dem das Wettrüsten zu einem Stillstand gekommen wäre. Vielmehr bezeichnet der Begriff ein dynamisches Gleichgewicht, in dem die wechselseitigen Drohungen durch atomares Wettrüsten die Eskalation zu einem „heißen“ Krieg, also zu einer direkten bewaffneten Auseinandersetzung zwischen den Supermächten, verhinderte. Es wird auch häufig der Begriff Nukleare Abschreckung genannt wenn diese Abschreckung von einem Staat ausgeht.

## Begriff
Der Begriff der „garantierten Vernichtung“ wurde vom amerikanischen Verteidigungsminister Robert McNamara geprägt und in der Doktrin der guaranteed mutual destruction („garantierte gegenseitige Zerstörung“) wiederverwendet. Nach der Doktrin der „mutual assured destruction“ war es nicht ausschlaggebend, ob die USA mehr oder weniger strategische Atomwaffen besitzen als die Sowjetunion. Maßstab war nicht die Zahl, sondern die Fähigkeit, einen Erstschlag zu überstehen und danach noch genug Atomwaffen zu haben, um in einem Gegenschlag eine theoretisch kalkulierte Verwüstung in der Sowjetunion anrichten zu können, nämlich die guaranteed destruction. Als guaranteed destruction definierte McNamara 1965 die Kapazität an nuklearen Waffen, die notwendig wäre, ein Viertel bis ein Drittel der sowjetischen Bevölkerung und zwei Drittel der sowjetischen Industrie zu vernichten.
Im deutschen Sprachgebrauch wird heute oft der Begriff „nukleare Abschreckung“ (nuclear deterrence) verwendet, bis zum Ende des Kalten Krieges aber überwiegend „Gleichgewicht des Schreckens“. Umgangssprachlich steht hierfür auch die Formulierung „Wer zuerst schießt, stirbt als Zweiter“.
Wörtlich sprach John F. Kennedy in seiner Antrittsrede vom Gleichgewicht des Schreckens:

“But neither can two great and powerful groups of nations take comfort from our present course--both sides overburdened by the cost of modern weapons, both rightly alarmed by the steady spread of the deadly atom, yet both racing to alter that uncertain balance of terror that stays the hand of mankind's final war.”

„Allerdings kann keine der beiden großen und mächtigen Nationengruppen aus unserer derzeitigen Politik Trost schöpfen – beide sind von den Kosten moderner Waffen überlastet, beide sind zu Recht tief beunruhigt über die stetige Ausbreitung des todbringenden Atoms, und dennoch wetteifern beide darum, das fragile Gleichgewicht des Schreckens zu verschieben, das uns vor jenem unwiderruflich letzten Krieg der Menschheit bewahrt.“

## Theorie
Die Grundannahme der MAD-Doktrin besteht darin, dass keine Seite so irrational ist, für die Vernichtung des Gegners auch die Vernichtung des eigenen Landes in Kauf zu nehmen. Deswegen nimmt man an, dass die Kontrahenten auf einen atomaren Erstschlag verzichten werden, wenn der Gegner danach noch die Möglichkeit eines Gegenschlages hat. Dies führt zu einem zwar spannungsgeladenen, aber dennoch stabilen Frieden.
Um die Doktrin umsetzen zu können, müssen alle potenziellen Kontrahenten eine Overkill-Kapazität aufrechterhalten, so dass auch nach der Zerstörung eines großen Teiles der eigenen Atomwaffen der verbleibende kleinere Rest noch zur völligen Zerstörung des Angreifers ausreichen würde. Von Bedeutung ist auch der Aufbau eines schwierig zu ortenden und zu zerstörenden, redundanten Systems von interkontinentalen Kernwaffenträgern. Man spricht von der „nuklearen Triade“ aus strategischen Bombern, land- und seegestützten Interkontinentalraketen. Letztere sind sehr schwer zu orten und eignen sich daher besonders als Zweitschlagswaffe.
Grundlage für das Gleichgewicht des Schreckens ist eine von allen Kontrahenten geführte Abschreckungspolitik. Sie ist eine politische Strategie zur Verringerung der Wahrscheinlichkeit eines großen Kriegs, die allerdings mit einem hohen Eskalations- und Vernichtungsrisiko zusammenfällt. Wegen ihrer Anwendung zur Abschreckung werden Nuklearwaffen oft auch als politische Waffen bezeichnet, denn ihr Zweck ist der Nichteinsatz. Bei symmetrischen Machtverhältnissen (also wenn alle Gegner über dieselben militärischen Mittel verfügen) geht die Drohung mit dem Einsatz der Nuklearwaffe mit einem Selbstvernichtungsrisiko einher.

## Gleichgewicht des Schreckens im Kalten Krieg
Das Konzept der Friedenserhaltung durch gegenseitige Abschreckung (Dissuasion) bildete sich allmählich heraus, als nach 1945 die umfassende Vernichtungskraft der Kernwaffen ins Bewusstsein der politisch Verantwortlichen drang. In der offiziellen Militärdoktrin der USA fand der Begriff erstmals im Jahr 1961 Verwendung.
Die Doktrin fand ihre hauptsächliche Anwendung in der Zeit des Kalten Krieges zwischen den Supermächten USA und Sowjetunion. Die MAD-Doktrin wurde als Garant dafür gesehen, dass es zu keinen direkten Zusammenstößen zwischen den Supermächten kommen konnte. Sie gerieten stattdessen in so genannten Stellvertreterkriegen indirekt und vermittelt aneinander.
Gegen Ende des Kalten Kriegs wandten sich die Supermächte zu Gunsten vertrauensbildender Maßnahmen zusehends vom MAD-Konzept ab, blieben jedoch auch nach 1989 geopolitische Antagonisten.
In begrenztem Ausmaß besteht zwischen den beiden verfeindeten Staaten Indien und Pakistan seit ihrem Aufstieg zu Atommächten eine MAD-Situation. Aufgrund des vergleichsweise kleinen nuklearen Arsenals würde ein nuklearer Schlagabtausch zwischen diesen Mächten jedoch nicht zu der für MAD-typischen weitreichenden Vernichtung führen.

## Abkehr von der MAD-Doktrin
Am 25. Juli 1980 sprach US-Präsident Jimmy Carter in der Presidential Directive 59 von einer „Ausgleichsstrategie“ (countervailing strategy). Ziel der US-Planer war fortan, einen Nuklearkrieg gewinnen zu können. Deklariertes Ziel der Nuklearsprengköpfe waren nicht die sowjetische Bevölkerung, sondern an erster Stelle die Führungszentren, dann militärische Ziele. Damit verband sich die Spekulation, die Sowjetunion würde aufgeben, bevor es zu einer totalen Zerstörung der UdSSR und der USA käme.
US-Präsident Ronald Reagan setzte auf diese Richtung und plante mit seiner Strategic Defense Initiative (SDI), das Gleichgewicht der MAD durch eine neue Strategie der amerikanischen Überlegenheit zu ersetzen. Durch den Aufbau einer umfassenden Raketenabwehr sollten die USA vor Angriffen oder Gegenschlägen aus der Sowjetunion geschützt werden, ihre eigene Erstschlagskapazität aber behalten. Anhänger dieser Vorstellungen sprachen dabei auch von mutual assured security. Doch letztlich scheiterte das SDI-Projekt und damit die Unterminierung der Übereinkunft von der gegenseitigen gesicherten Zerstörung an technischen und finanziellen Hürden.
Um der versehentlichen Auslösung eines Atomkriegs entgegenzuwirken, wurden Kommunikationsmechanismen installiert (z. B. das „rote Telefon“ nach der Kuba-Krise). Spätestens mit den 1980er Jahren wurde das Konzept des „Gleichgewichts des Schreckens“ in der öffentlichen Debatte immer stärker hinterfragt. So wurde im Zusammenhang mit dem NATO-Doppelbeschluss in der Bundesrepublik von der Gefahr einer Destabilisierung des globalen strategischen Gleichgewichts durch die Aufstellung ‚eurostrategischer‘ Mittelstreckenraketen gesprochen. Man befürchtete einen „atomaren Holocaust“.
Mit der Auflösung der Sowjetunion reduzierten sich die Spannungen zwischen Russland und den USA und zwischen den USA und China deutlich. In beiden Fällen wurde MAD als Modell für Stabilität zwischen den Atommächten eigentlich abgelöst, dennoch halten diese Länder gegeneinander weiterhin ein sofort einsetzbares Arsenal an Kernwaffen mit mehrfacher Overkill-Kapazität vor – insofern gilt das Prinzip von MAD stillschweigend bis heute. Obwohl die Regierung unter George W. Bush vom ABM-Vertrag zurücktrat, betonte sie, dass das von ihr geplante Raketenabwehrsystem gegen nukleare Erpressung durch Staaten mit geringer nuklearer Kapazität (wie etwa Nordkorea) aufgebaut werde. Dieses Prinzip der asymmetrischen Kriegführung schließe, anders als MAD, die Geiselnahme ganzer Bevölkerungen aus. Die russische Regierung blieb dem Werben der USA um diese Strategie gegenüber aber reserviert, vor allem weil sie befürchtet, die USA würden dadurch Überlegenheit auf allen Ebenen und Eskalationsdominanz erlangen. Als Reaktion darauf hat die russische Regierung verkündet, ihre Nuklearwaffen zu modernisieren, um einer potenziellen Neutralisierung ihrer Zweitschlagskapazität entgegenzuwirken.
Das Ziel, ein „Gleichgewicht des Schreckens“ zu erreichen, ist seit der horizontalen Proliferation in den Hintergrund getreten, das heißt, dass zwar die großen Nuklearmächte abrüsten, aber neue Nuklearmächte dazukommen. Es ist etwa bei politischem oder religiösem Fanatismus nicht mit einer wirksamen Abschreckung zu rechnen.

## Wirksamkeit laut empirischer Forschung
Eine Studie, die 2009 im Journal of Conflict Resolution veröffentlicht wurde, bewertete die Nukleare-Frieden-Hypothese quantitativ und fand Unterstützung für das Bestehen der Stabilitäts-Instabilitäts-Paradoxie. Die Studie kam zu dem Schluss, dass Kernwaffen strategische Stabilität fördern und groß angelegte Kriege verhindern, gleichzeitig jedoch mehr Konflikte mit niedriger Intensität ermöglichen. Besteht zwischen zwei Staaten ein nukleares Monopol – das heißt, ein Staat besitzt Kernwaffen und der andere nicht –, ist die Wahrscheinlichkeit eines Krieges größer. Besitzen hingegen beide Staaten Kernwaffen, sinkt die Kriegswahrscheinlichkeit drastisch.

## Kritik
Kritiker der MAD-Doktrin führten an, dass das Apronym MAD zum englischen Begriff mad („verrückt“, „geisteskrank“) passe, weil sie auf einigen anfechtbaren Hypothesen beruhe. Diese Annahmen für MAD können unter folgenden Begriffen zusammengefasst werden: Potenzial, Glaubwürdigkeit, Kommunikation und Rationalität. Auch wenn sie auf die beiden Antagonisten USA und Sowjetunion im Großen und Ganzen zutrafen, ist zweifelhaft, inwieweit dies auch für einige gegenwärtige Atommächte (z. B. Nordkorea) gilt.
Der Bund der Evangelischen Kirchen in der DDR widersprach der Doktrin des Gleichgewichts des Schreckens in Beschlüssen von 1982, 1983 und 1987 mit dem eigenen Diktum "Absage an Geist, Logik und Praxis der Abschreckung".
Darüber hinaus haben viele Wissenschaftler aus rein ethischen Gründen philosophische Einwände gegen die Prinzipien der Abschreckungstheorie vorgebracht. Zu dieser Gruppe gehört der amerikanische Philosoph Robert L. Holmes, der feststellt, dass das Vertrauen der Menschheit auf ein System zur Kriegsverhütung, das ausschließlich auf der Androhung eines Krieges basiert, von Natur aus irrational ist und nach grundlegenden deontologischen Prinzipien als unmoralisch angesehen werden muss. Darüber hinaus stellt er die Frage, ob schlüssig nachgewiesen werden kann, dass ein solches System in der Vergangenheit tatsächlich dazu gedient hat, Kriege zu verhindern, und dass es aufgrund seiner Abhängigkeit von der kontinuierlichen Entwicklung neuer Generationen  technologisch fortschrittlicher Atomwaffen tatsächlich dazu dienen könnte, die Wahrscheinlichkeit eines Krieges in der Zukunft zu erhöhen.